# GlobalSign
GlobalSign是一家WebTrust认证的数字证书认证机构和SSL证书签发商，于1996年在比利时创立。现为GMO Internet, Inc. 成员企业，在美国、中国、英国等国家或地区均设有办事处。

## 主要产品
- 针对企业的PKI托管服务
- 域名SSL证书（DV）
- 企业SSL证书（OV）
- 增强型SSL证书（EV SSL）
- PDF签名

## 入侵事件
2011年，荷兰数字证书认证机构DigiNotar的八台证书服务器遭到一个名为“IchSun”黑客的入侵，导致500多份虚假SSL数字被签发泄露，其中包括了用于攻击谷歌的google.com以及Facebook、微软、雅虎的虚假证书。黑客通过DigiNotar渗透入了GlobalSign，随后GlobalSign宣布暂停签发所有新证书，同年，该黑客还策划了针对另一个认证机构Comodo攻击。